# مهرزاد خیراندیش
مهرزاد خیراندیش (متولد ۳۰ فروردین ۱۳۶۴ در رشت)، عضو پیشین تیم ملی کاراتهٔ ایران است.

## زندگینامه و سوابق
مهرزاد خیراندیش، در سال ۱۳۸۴ به اردوی تیم ملی ایران دعوت و مدال برنز آسیا را در ماکائو چین کسب کرد و  به همین خاطر ریاست جمهوری ایران از او تقدیر کرد. وی برای ادامهٔ تحصیل وارد دانشگاه گیلان در رشتهٔ تربیت بدنی و علوم ورزشی شد. او پس از گذراندن دوره‌های مربیگری در رشته کاراته، بدنسازی و آمادگی جسمانی، وارد باشگاه‌های رشت شد و در سال ۱۳۸۹ به عنوان مربی بدنسازی تیم ملی کاراته ایران انتخاب شد. مهرزاد خیراندیش مدرک کارشناسی ارشد را در دانشگاه تهران در رشتهٔ فیزیولوژی ورزشی به اتمام رساند و در همان سال به‌عنوان مدرس رشته‌های ورزشی در دانشگاه علوم پزشکی ایران مشغول فعالیت شد. پس از آن به عنوان مربی بدنسازی تیم داماش گیلان انتخاب گردید. چند سال بعد خیراندیش در تیم‌های فوتبال ایران به‌عنوان مربی بدنسازی فعالیت کرد. در سال ۱۳۹۵ برای ادامهٔ تحصیل در رشته دکترا در رشته بیوشیمی و متابولیسم ورزشی وارد دانشگاه ساری شد و تحصیلات خود را  با موفقیت به پایان رساند. وی مقالات و کتاب‌های مختلفی را در حیطهٔ ورزش به چاپ رسانده است که مورد توجه علاقمندان به رشته های می باشد و از آنها برای تحقیقات خود بهره می گیرند. 

## عناوین و افتخارات داخلی و بین المللی
| مسابقات کاراته قهرمانی آسیا ۲۰۰۵       | مدال برنز | ۲۰۰۵ |
| مسابقات بین‌المللی امارات               | مدال طلا  | ۲۰۰۳ |
| مسابقات دانشجویان سراسر کشور           | مدال نقره | ۲۰۰۹ |
| مسابقات قهرمانی کشور (انتخابی تیم ملی) | مدال نقره | ۲۰۰۲ |
| مسابقات قهرمانی کشور(انتخابی تیم ملی)  | مدال برنز | ۲۰۰۲ |

| مربی بدنساز تیم ملی کاراته              | ۹۰–۹۱ |
| مربی بدنساز تیم فوتبال داماش (لیگ برتر) | ۹۲–۹۳ |
| مربی بدنساز تیم فوتبال داماش (لیگ ۱)    | ۹۳–۹۵ |
| مربی بدنساز تیم ملی سپیدرود (لیگ برتر)  | ۹۶–۹۷ |